# Die Gifticks
Die Gifticks (Originaltitel: Les Krostons) ist eine frankobelgische Comicserie.

## Handlung
Die Gifticks sind drei grüne Gnome von nur geringer Größe aus dem 17. Jahrhundert. Sie waren eigentlich Zeichnungen eines Comiczeichners und haben sich selbst zum Leben erweckt. Ihr Ziel ist es, die Menschen zu terrorisieren und Herrschaft über sie zu erlangen.

## Hintergrund
Paul Deliège entwickelte den Comic zusammen mit dem realistischen Zeichner Arthur Piroton unter dem Pseudonym „Max Ariane“. Die kleinen grünen Giftzwerge entstanden 1968 für das frankobelgische Comicmagazin Spirou. Autor und Zeichner der Titelfiguren war Deliège, Piroton steuerte für das erste Album, La menace des Krostons, den Rest der Zeichnungen bei. Ab der zweiten Geschichte gestaltete Deliège die Serie allein.
In den Fix-und-Foxi-Heften erschienen Les Krostons 1976/1977 unter dem Namen Gifticks auch in Deutschland.
2009 veröffentlichte der Piredda Verlag eine dreibändige Gesamtausgabe als Hardcover.